# Jocelyne Goyette
Pour les articles homonymes, voir Goyette.
Jocelyne Goyette est une comédienne et auteure québécoise, née en 1948 et morte le 1er décembre 2011 à Montréal. Elle est principalement connue pour ses rôles dans des séries pour enfants, notamment celui de Pic dans Nic et Pic et ceux de Julie et Mélodie (voix) dans Passe-Partout.

## Biographie
Jocelyne Goyette est née à Montréal en 1948. Elle grandit sur la rue Saint-Hubert, près de la maison d'Yvonne Duckett, mieux connue sous le nom de Madame Audet. Dès l'âge de cinq ans, elle commence à suivre des cours de cette professeure de diction ayant formé de nombreux artistes québécois. Formée par la suite au Conservatoire d'art dramatique de Montréal, elle fait ses débuts avec Jacques Barrette dans Ça dit qu'ossa dire.
Elle se fait connaître du grand public en jouant dans la Ligue nationale d'improvisation à partir de 1978. Trois ans plus tard, elle joue le rôle principal dans Ma petite vache à mal aux pattes,, pièce qu'elle a coécrite avec André Melançon. 
Elle a également rédigé des livres de la collection Les contes de Passe-Partout, dans les années 1980, dont Les argentés et les bariolés et Cumulus et Grosse-Pierre. Elle prêtera également sa voix dans de nombreux rôles de doublage.

## Filmographie

### Télévision
- 1995 : Automania (voix)
- 1988 : Apsara et tous les enfants du monde : Elle-même/ Narratrice
- 1986 : 10 jours... 48 heures (documentaire)
- 1984-1988 : À plein temps : Robert Poisson (voix)
- 1981 : Haute Surveillance (Black Mirror) : Auxillaire
- 1977-1983 : Passe-Partout : Julie (en personne), Mélodie (voix)
- 1976-1979 : Grand-papa : Estelle
- 1975-1977 : Avec le temps
- 1974 : Une nuit en Amérique: Bizou
- 1973 : Ah! Si mon moine voulait...
- 1972-1977 : Nic et Pic : Nic (voix)
- 1972-1974 : Clak : La tomate (voix)
- 1969-1974 : Quelle famille : Monique
- 1968-1972 : Sol et Gobelet : Jeune fille de l'audition

### Théâtre
- 1981 : Ma p'tite vache a mal aux pattes (Théâtre d'Aujourd'hui)[3]
- 1980 : Nasopodes et autres bêtes merveilleuses (Théâtre d'Aujourd'hui)[3]

### Doublage
- 1995 : Souvenirs d'été : Thora Birch (Tina Tercell, jeune)
- 1985-1988 : Les Calinours : Tirenours, Rapide-O-Coeur, Préciseuse-O-Coeur
- 1983-1985 : Charlie Brown : Linus Van Pelt
- 1980-1981 : Astro, le petit Robot : Uranie (2e voix)
- 1975-1977 : Le Petit Castor : Mimi

## Discographie
- 1973 : Nic et Pic
- 1976 : Various - Merveilles Pour Les Petits - Collection De Chansons Et Contes
- 1976 : Various - Le petit Benjamin
- 1980 : Passe-Partout, Vol. 1
- 1982 : Passe-Partout, Vol 3
- 1982 : Passe-Partout Vol 4
- 1985 : Passe-Partout Vol 5 - Allô les amis!
- 1986 : Passe-Partout Vol 6 - Le Noël de Pruneau et Cannelle
- 1987 : Passe-Partout Vol 7 - Sur des roulettes
- 1991 : Passe-Partout - Concerto rigolo
- 1997 : Passe-Partout - 20 ans, ça se fête

## Auteur
- 1986-1987 Livre : Les Contes de Passe-Partout[10] Titre : Au pays de bombance, Moulitou, Cumulus et Grosse-Pierre.
- 1983-1989 Télé : Passe-Partout
- 1982 : Théâtre : Ma p'tite vache à mal aux pattes